# Tamil Ílam

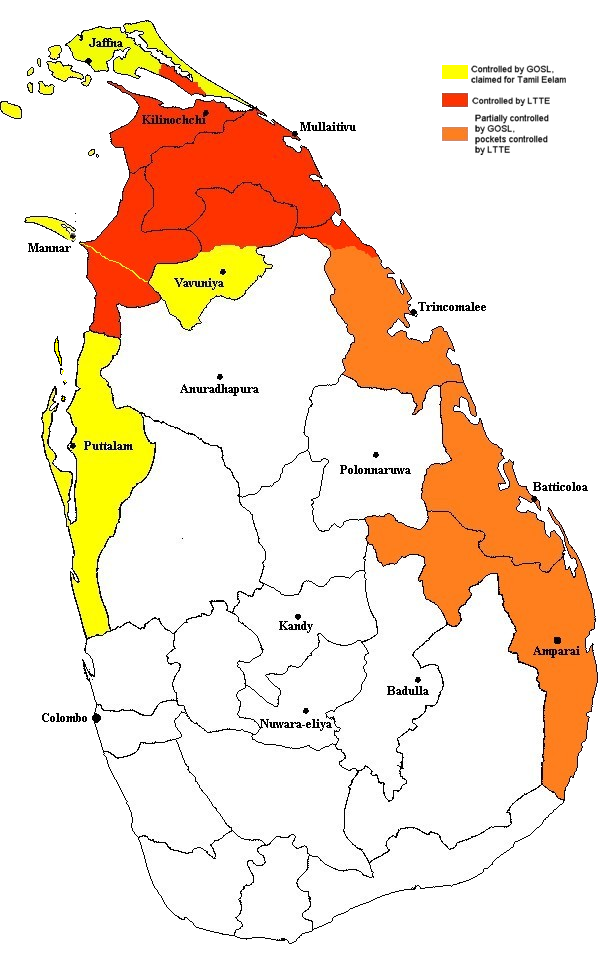
Srí Lanka területei, melyet a Tamil Ílam számára megszerzett az LTTE, 2005 decemberéig: piros területek az LTTE irányítása alatt; narancssárga területek részben az LTTE, részben a Srí Lanka-i kormány irányítása alatt; a sárga területeket meghódították, de nem irányítják

Tamil Ílam (Tamilul: தமிழ் ஈழம், IAST:tamiḻ īḻam, a.m. tamil hazaföld) a Srí Lanka-i tamilok által adott név, Srí Lanka szigetének északi és keleti részén található terület neve, amely 2009. május 19-ig de facto állam volt. Az Ilankai (Ilaṅkai (இலங்கை)) és Ílam (Īḻam (ஈழம்)) szavak az egész sziget elnevezésére szolgálnak tamilul.
A Tamil Ílam Felszabadító Tigrisei (más néven a „Tamil tigrisek”, LTTE – Liberation Tigers of Tamil Eelam) a Tamil Ílam számára megszerzett területek 40-50%-át kormányozta 2009-ig, amikor a Srí Lanka-i hadsereg az utolsó általuk ellenőrzött területet is felszámolta. A de facto tamil irányítás alatt lévő területek közé tartozott Mullaitivu és Kilinoccsi teljes körzete, Mannar, Batticaloa és a Vavuniya nagy része, továbbá a Trincomalee és Ampara körzet részei. Tamil Ílamot csak a Srí Lanka-i tamilok ismerték el független államként.
Észak- és Kelet-Srí Lanka LTTE irányítása alatt lévő része de facto államként működött, saját legfelsőbb bírósággal, rendőrséggel, hadsereggel, tengerészettel, légierővel, hírszerzéssel és központi bankkal, jóllehet ezeket az intézményeket a Srí Lanka-i kormány hivatalosan soha nem ismerte el. Fenntartottak továbbá közszolgálati testületeket (tv, rádió, újságok) és ők irányították az emberjogi szervezetek és humanitárius szervezetek irodáit.
A külföldi megfigyelők szerint a Tamil Ílam igazságügyi szerveinél dolgozó bírák minimális képesítéssel rendelkeztek, s legfőképp az LTTE ügynökeinek számítottak. Az itt élő tamilokat sok esetben kényszerítették elfogadni a Tamil Ílam és a tigrisek hatalmát és törvényeit.
Az egészségügy tekintetében még mostohább körülmények uralkodtak az államban. Megfelelő orvosi ellátást a lakosság csak a szingaléz ellenőrzésű területeken kaphatott, feltéve, ha sikerült eljutnia oda, ami nagyon nehezen volt lehetséges az állandó háborúskodás miatt.[forrás?]
Tamil Ílam 2009. május 19. óta nem létezik mint önálló entitás, az LTTE-t támogató politikai párt, a Tamil Nemzeti Szövetség a szövetségi állam részeként képzeli el a jövőt.
A terület a Srí Lanka-i kormány által ellenőrzött országrészekből szállított elektromos áramtól és áruktól függött, melyeket az A9-es főúton szállítanak. Nem volt saját valutájuk, a Srí Lanka-i rúpiát használták fizetőeszközként. Saját repülőterük sem volt, a turisták Colombo repülőterén keresztül juthattak ide.
Gazdaságilag több mint egy évtizedig ki volt szolgáltatva a térség, a segélyszállítmányok is nehezen jutottak el. A tamil tigrisek különböző forrásokból (legális üzleti tevékenység vagy bűnözés) jelentős pénzekre tettek szert külföldön, de ezt főleg fegyverkezésre és apparátusuk fenntartására fordították.[forrás?]

## A vita tárgya
Az Ílam avagy a szülőföld elképzelése volt a több mint két évtizedig tartó Srí Lanka-i polgárháború fő témája. Először az Egyesült Tamil Felszabadítási Front (TULF - Tamil United Liberation Front) javasolta a létrehozását. A TULF az 1977-es választások során a független tamil államért kampányoló pártok szövetsége volt. A TULF a választásokon az északi és keleti területek támogatásával bekerült a parlamentbe. A szeparatista irányzatok ellensúlyozására a kormány új cikkelyt iktatott az alkotmányba 1978-ban, miszerint az összes katonai rendőrnek hűségesküt kellett tennie, hogy az állam egységét szolgálják. Ez a törvénymódosítás arra késztette a TULF-et, hogy bojkottálja a parlamentet. Számos, a független államért harcoló milicista csoport tűnt fel.
A TULF és a milicista csoportok szóhasználatában a Tamil Ílam Srí Lanka északkeleti területeire vonatkozott (elsősorban Jaffna, Kilinoccsi, Mullaitivu, Mannar, Puttalam, Trincomalee, Vavuniya, Batticaloa és Ampara kerületek) melyet a tamilok a szülőföld jogcímén foglaltak el. Viszont néhány korai milicista csoport, mint az EPRLF, ragaszkodott az Ílam tágabb értelmezésére, mely magában foglalta a hagyományosan szingaléz terület szívét is, ültetvényes tamil lakossági többséggel.
Gyakorlati okokból azonban a független állam területi követelései a Tamil Ílam (északi és keleti részek) területére korlátozódik.
1948-tól 2002-ig összességében körülbelül 38 milicista csoport harcolt Tamil Ílam függetlenségéért. Ez a szám magában foglalja az ismertebb csoportokat is, (LTTE, TELO – Tamil Ílam Felszabadítási Szervezet, EPRLF – Ílam Népe Forradalmi Felszabadító front, PLOTE – Tamil Ílam Népének Felszabadító Szervezete, EROS – Ílam Diákok Forradalmi Szervezete) és kevésbé ismert szervezeteket is (TEA – Tamil Ílam Hadsereg, FTA – Tamil Szabadság Hadserege, SRSL – Szocialista Társadalmi Forradalmi Felszabadítók).